# Advanced planning and scheduling
Advanced planning and scheduling (ook wel bekend als APS of advanced manufacturing) verwijst naar een 
productiebeheerproces waarbij materiaalstromen en capaciteit optimaal op elkaar worden afgestemd. APS software is geschikt voor omgevingen waarin eenvoudige planningsmethodes de complexe balans tussen de verschillende prioriteiten niet goed in rekening brengen. Productie-scheduling is van nature een complex probleem door het combinatorisch groot aantal mogelijke oplossingen.
Traditionele planning- en scheduling-systemen (zoals manufacturing resources planning) plannen material en capaciteit als deelproblemen sequentieel. Deze methode is eenvoudig en wordt vaak toegepast, maar erkent de wisselwerking tussen materiaal- en capaciteitsplannen niet. Het laat ook moeilijk toe om het plan eenvoudig aan te passen wanneer de vraag wordt aangepast. Heel vaak worden materiaal en capaciteit ook niet ingepland als beperkt beschikbaar, hetgeen resulteert in een onrealistische en onuitvoerbare planning. Ondanks deze beperkingen zijn pogingen om meer geavanceerde systemen te implementeren nog niet succesvol.
In tegenstelling tot deze traditionele systemen, plant APS-software de beschikbare materialen, machines en personeel tegelijkertijd. Tijdens het plannen worden de prioriteiten van de vraag ook passend in rekening gebracht.
APS-software wordtgewoonlijk gebruikt wanneer een of meer van de volgende condities zijn vervuld:
1. Make to order-productieomgevingen (tegenover build-to-stock)
2. kapitaal-intensieve productieomgevingen, waar optimaal gebruik van de beschikbare capaciteit belangrijk is
3. productieomgevingen met een grote mix aan producten, die met elkaar concurreren voor de beperkte materialen en capaciteit
4. productieomgevingen met een groot aantal componenten of een groot aantal productiestappen
5. productieomgevingen waarin de planning heel vaak moet worden aangepast

## APS-software
- Access Orchestrate
- AIMMS
- Arinto
- Asprova
- Blue Star Planning
- Core Scheduler (Seiki Systems)
- CyberPlan
- Demand Solutions DSX Advanced Planning And Scheduling
- FastReact
- flexis
- frePPLe (open-source)
- ICRON
- Kinaxis
- Limis Planner
- OMP
- Optessa
- Orchestrate
- Oritames
- Ortems
- PearlChain
- PlanetTogether
- PlanningForce
- Preactor (Siemens SIMATIC)
- PSI Metals (for metal industries)
- SolveIT Software
- Stratagem (Reckon Digital)
- Talika PMS
- Quintiq
- Rob-Ex (Novotek)